# 卡爾十世·古斯塔夫
卡爾十世·古斯塔夫（Karl X Gustav，1622年11月8日—1660年2月13日）是1654年至1660年間的瑞典國王。他是卡爾九世的外孫。他的妻子是海德薇希·艾蕾諾拉，二人育有一名兒子卡爾十一世。
他率領軍隊出征波蘭、德意志和丹麥，在位大部分時間都不留在國內。他的軍隊成功地橫渡了貝爾特海峽，並與丹麥簽訂了《羅斯基勒條約》，開拓了帝國時代的領土。

## 早年
卡爾1622年生於尼雪平，當時他父母為逃避三十年戰爭戰火而回到瑞典。他的第二母語是德語，深受德意志傳統文化影響，對德意志地區形勢也深感興趣。瑞典國王古斯塔夫二世死後，他一家遷至王宮。他和表妹克里斯蒂娜女王一同在宮廷長大，因此受到極佳教育。他在烏普薩拉大學學習了幾個月，1638年至1640年到法國遊歷。
後來，他參與了1642年布賴滕費爾德戰役和1645年揚科夫戰役，跟倫納特·托爾斯滕松學習兵法。1645年回到瑞典後，他經常進出宮廷，致力博取女王歡心，可是，由於女王抗拒婚姻，二人始終沒有結婚。為了對表哥作出補償，克里斯蒂娜女王於1648年任命卡爾·古斯塔夫為瑞典軍駐德意志大元帥。同年10月，他還未建立軍功，三十年戰爭就隨着《西發利亞和約》的簽訂而終結，但他獲任命為紐倫堡會議的全權大使，很快便從中學習了外交技巧。和會期間，女王不顧以阿克塞爾·奧克森謝納為首的樞密院反對，於1649年立卡爾為儲君。
1654年6月5日，克里斯蒂娜女王為了改宗天主教而禪讓卡爾，是為卡爾十世·古斯塔夫。

## 繼位初期
卡爾十世繼位之初的首要工作是協調國內不和把國家的軍隊收編到自己麾下。他與海德薇希·艾蕾諾拉結成政治聯姻，以鞏固與霍爾斯坦-戈托普對抗丹麥的聯盟。1655年3月國會在斯德哥爾摩召開會議，提出了當前最緊急的兩個問題：戰爭，以及收復不受控制的國王領土。國王說服議員们认为對波蘭用兵是必須而且是有益的，但動兵所須開支問題則延至下次國會會議才討論。

## 攻打波蘭
1655年7月10日，卡爾十世率軍離開瑞典，攻打波蘭，當時他掌有50000名士兵、50艘軍艦。這場戰爭後來擴大為第二次北方戰爭（1655年－1660年）。7月1日，瑞典已經佔領了波蘭屬利沃尼亞的迪納堡，波蘭軍隊沿著諾泰茨河佈防。波茲南和卡利什兩個領地在7月25日投靠瑞典，受瑞典國王保護。此後，瑞典軍沒有遭遇抵抗就進入華沙，佔領了整個大波蘭。波蘭國王約翰二世·卡齊米日出逃至西里西亞。
卡爾十世隨即往克拉科夫推進，包圍兩個月後拿下了該城。1655年11月18日，瑞典軍圍攻琴斯托霍瓦的修道院，但波蘭守軍頑抗70日，瑞典軍遭受重大損傷，只得撤退。波蘭軍的成功激發起波蘭人的勇氣，他們發表民族和宗教言論，把卡爾十世稱為無謀之輩，把他的士兵稱為野蠻人。他沒有召開波蘭國會取得合法性，又提出要把波蘭分裂；雖然他假裝友好，但這些行為卻使波蘭國內萌生民族情緒。
1656年初，約翰二世·卡齊米日國王返回波蘭重組軍隊。卡爾十世無法達成征服普魯士的重要戰略，感到威脅的布蘭登堡選侯腓特烈·威廉也要與瑞典為敵。他在1月17日威迫布蘭登堡成為他的同盟和附庸，但波蘭人的反抗使他不得不深入南方。接下來的幾個星期內，他遭到遊擊隊追擊。到達雅羅斯瓦夫時，他原有的15000名士兵已喪失三分之二，戰況不容樂觀。同時，俄羅斯在利沃尼亞挑起戰爭，把瑞典第二大城市里加包圍。
卡爾十世從雅羅斯瓦夫成功撤退至華沙，是他的傑出軍事成就之一。然而，1656年6月21日，波蘭軍隊收復華沙，卡爾只好以金錢向布蘭登堡求援。7月28至30日，共18,000人的瑞典和布蘭登堡聯軍，在華沙戰役中擊敗約翰二世的40,000大軍，重佔波蘭首都，但卡爾並沒有從這場交戰得到預期利益。雖然後來布蘭登堡選侯腓特烈·威廉要求瑞典國王跟波蘭談判，但波蘭人拒絕條約，戰爭再度爆發。卡爾和腓特烈·威廉於11月20日簽訂《拉比奧條約》，承認腓特烈·威廉世代擁有東普魯士的主權。

## 攻打丹麥

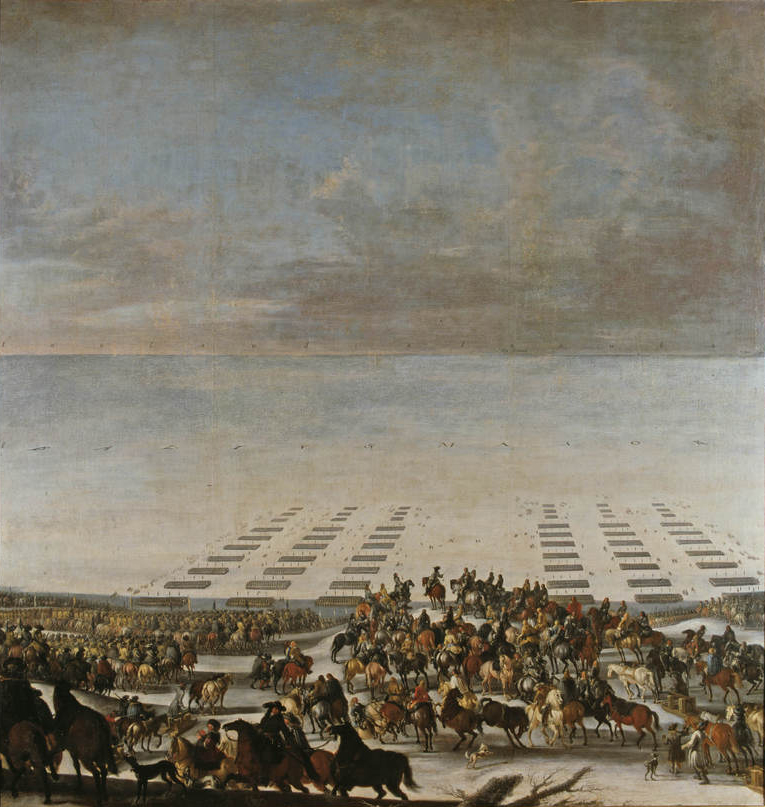
橫渡大貝爾特海峽

《拉比奧條約》改變了卡爾的波羅的海戰略，布蘭登堡也已經成為重要盟友。他在波蘭陷入苦戰時，丹麥趁機向他宣戰。卡爾仿效托爾斯滕松，以迅雷不及掩耳之勢從南方攻打丹麥。1657年6月底，他從布倫堡以南的波美拉尼亞進攻，7月18日抵達丹麥邊境荷爾斯泰因。丹麥軍隊潰散，瑞典得到不萊梅公國。他在秋季初往日德蘭推進，在當地建立穩固的陣地。8月中至10月中，瑞典陸軍在海灣被弗里德雷克索德的城堡阻擋，艦隊也被丹麥艦隊驅逐，只好放棄攻打島嶼。
早在7月，丹麥和波蘭-立陶宛締結進攻和防衛同盟，不久，連布蘭登堡也加入反瑞典同盟，威脅卡爾要接受奧利弗·克倫威爾、馬扎然和Coenraad van Beuningen的調解。瑞典拒絕談判。10月23日，瑞典拿下了弗里德雷克索德後，卡爾馬上以運輸軍艦把軍隊調動到菲英島。但瑞典很快便發現了更便利的方案。12月中，氣溫開始急降，幾星期後，流水湍急的小貝爾特海峽的海水全部結冰。

### 橫渡貝爾特海峽

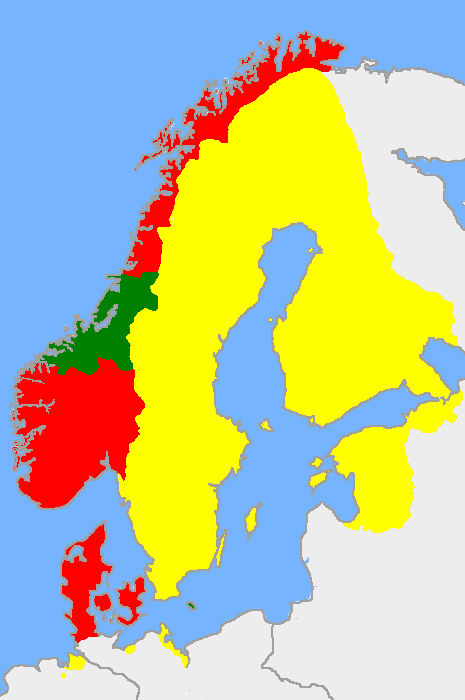
瑞典的領土（黃、綠色）於1658年達到巔峰（綠色部分後來歸還丹麥-挪威）

1658年1月28日，卡爾十世抵達日德蘭半島南部的哈澤斯萊烏。軍中的氣象學家推測，冰層在幾日內就會厚得足以讓整支軍隊在上面通過。29日晚是最寒冷的一夜；30日早上，卡爾下令渡海。騎兵在冰層較薄處下馬，小心牽着馬匹走，經過薄冰後騎回馬匹，向着岸上奔馳。瑞典軍隊很快便擊敗了沿海岸駐守的丹麥軍隊，只損失了兩連騎兵就控制了整個菲英島。渡過小貝爾特海峽後，卡爾十世決意要橫渡大貝爾特海峽，拿下哥本哈根。但軍中工程師埃里克·達爾貝里提議放棄從尼堡往科索爾的直接路線，反而應該從斯文德堡出發，取道朗厄蘭島、洛蘭島、法爾斯特島。國王採納了這個危險建議。2月5日晚上，大軍出發，下午3時就不損一兵一卒，到達了洛蘭島的格里姆斯蒂德。2月8日，瑞典軍到達法爾斯特島，11日踏上西蘭島。丹麥政府大驚，急忙求和，在2月18日和26日分別跟瑞典簽訂《塔斯特盧普條約》和《羅斯基勒條約》，割讓斯科訥、布萊金厄、哈蘭、博恩霍爾姆、特倫德拉格和布胡斯。
然而，卡爾背約，7月7日再度攻打丹麥。7月17日，他再度率兵登上西蘭島，圍困哥本哈根。但弗里德雷克三世領導守軍頑強抵抗，荷蘭也派出艦隊增援，10月29日厄勒海峽之戰中擊敗瑞典艦隊，解了丹麥首都之困。奧地利、波蘭和布蘭登堡趁機佔領了普魯士和波美拉尼亞的瑞典佔領區，進迫日德蘭半島。1659年，瑞典佔領的丹麥島嶼由荷蘭艦隊解放。荷蘭之所以參戰，是因為他們需要波羅的海貿易，不能坐視厄勒海峽落入瑞典手中。這次失敗，使瑞典於1660年《哥本哈根條約》中，把博恩霍爾姆歸還丹麥，把特倫德拉格歸還挪威。

## 哥德堡會議

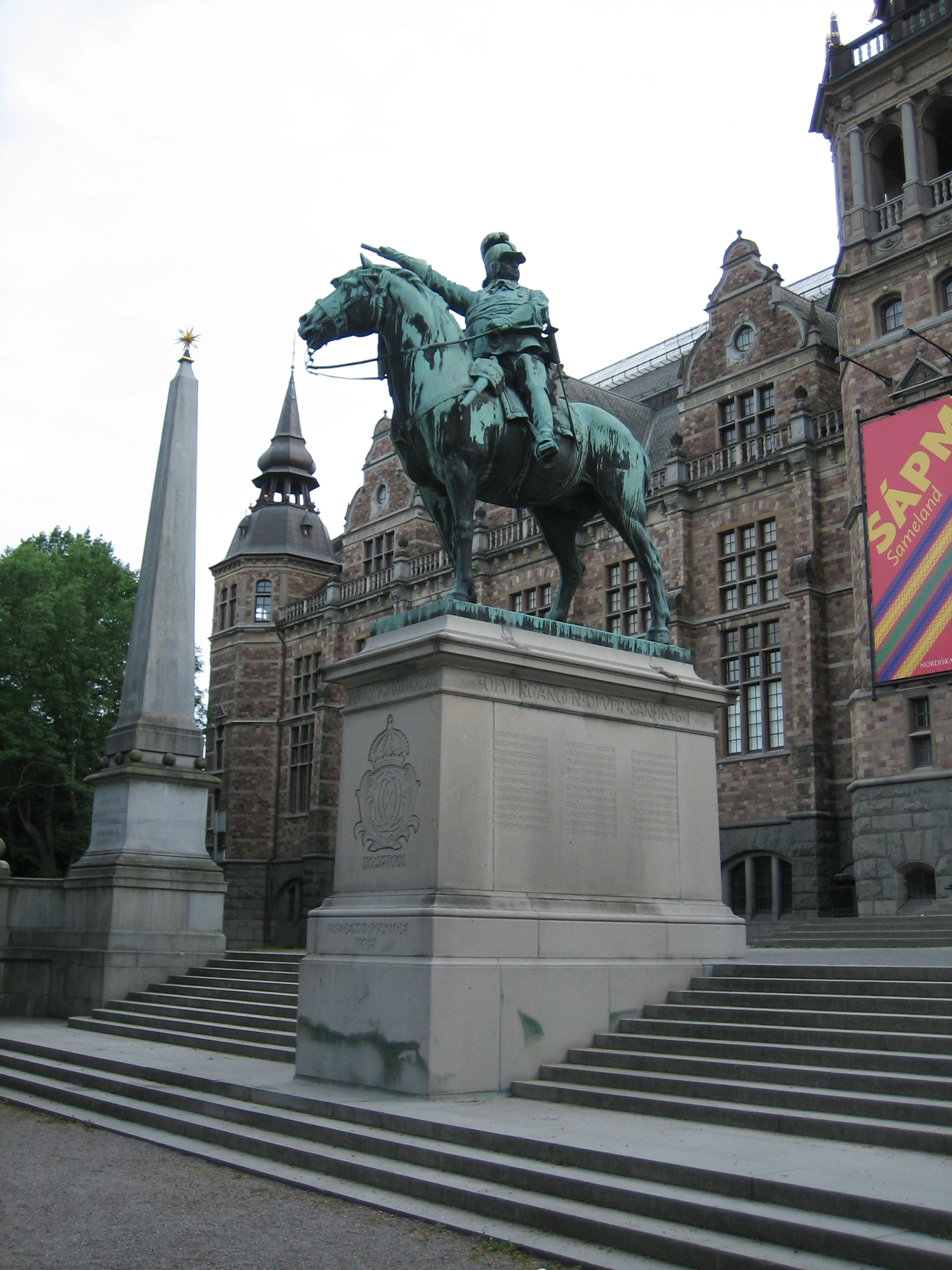
斯德哥爾摩北歐博物館前的卡爾十世·古斯塔夫雕像

卡爾十世答應跟丹麥談判，但為了向丹麥施壓，他同時向挪威發動進攻。這時，為了向貧困的國民再次支取財政援助，他必須在1659年12月返回瑞典哥德堡，會見國會成員。非貴族階級反對再度向他們榨取金錢，但卡爾說服了他們。
召開會議後，卡爾十世·古斯塔夫患上流感，後來演變成肺炎。他於1660年2月13日凌晨死於哥德堡，終年37歲。

## 子女
卡爾十世·古斯塔夫和海德薇希·艾蕾諾拉只有一個兒子，就是他的繼承人卡爾十一世國王。
他還有一些私生子女，包括古斯塔夫·卡爾松。